# Hylophilus amaurocephalus
El verdillo ojigrís (Hylophilus amaurocephalus) es una especie de ave paseriforme de la familia Vireonidae, perteneciente al género Hylophilus. Es nativa del este y centro de América del Sur .

## Distribución y hábitat
Se distribuye por las tierras bajas del este de Brasil, desde Piauí y Ceará hasta el norte de São Paulo. Ya existen registros en el sur de São Paulo y centro norte de Paraná. De forma disjunta, también en el suroeste de Mato Grosso do Sul y Bolivia (Beni).
Esta especie es considerada poco común en sus hábitats naturales: los bosques y matorrales de la caatinga, hasta los 800 m s. n. m. de altitud, y en bosques secos y húmedos de tierras bajas.